# Wiesław Damięcki
Wiesław Damięcki (ur. 23 czerwca 1941 w Damiętach, zm. 18 września 2012 w Gdańsku) – polski kontrabasista i basista jazzowy. Przez co najmniej dekadę uznawany był za najbardziej cenionego basistę jazzowej sceny muzycznej Trójmiasta.

## Życiorys
Absolwent Technikum Budowlanego i Średniej Szkoły Muzycznej w Gdańsku. Na scenie muzycznej zadebiutował w 1960 jako kontrabasista big-beatowego zespołu Czerwono-Czarni. Po kilkumiesięcznej trasie koncertowej w barwach tej grupy podjął decyzję, że od jesieni tegoż roku będzie grał jazz w klubie Żak. Podczas otwarcia działającego tam od 1966 roku klubu jazzowego „Piwnica u Kuzynów” pełnił rolę mistrza ceremonii. Ponadto w tym samym roku sprawował funkcję prezesa Gdańskiego Klubu Jazzowego „Alikwoty”. Przez co najmniej dziesięć lat jako kontrabasista praktycznie nie miał konkurencji wśród trójmiejskich jazzmanów. Grał praktycznie we wszystkich czołowych formacjach jazzowych Wybrzeża, a mianowicie w Big Bandzie Jana Tomaszewskiego, Swingtecie Edwarda Rykaczewskiego, Modern Combo Ryszarda Kruzy, zespole Benjamina Marhuli, Al Musiał + 4, Zbigniew Gersen Jazz Group, Nord Coast Combo, Tralabomba Jazz Band i okazjonalnie z zespołem Flamingo.
Od roku 1964, gdy zaczął pojawiać się na festiwalu Jazz nad Odrą, grał w kolejnych zwycięskich składach z Trójmiasta: 1964 – Kwartet R. Kruzy (I nagroda w kategorii zespołów nowoczesnych), 1965 – Trio Włodzimierza Nahornego (I miejsce w kategorii modern jazzu), 1966 – Soul Brothers pod kier. Stanisława Cieślaka (II miejsce), Trio Stanisława Cieślaka (główna nagroda indywidualna dla lidera-puzonisty), 1967 – Kwintet Przemka Dyakowskiego (nagroda indywidualna dla skrzypka B. Marhuli), 1968 – zespół Piotra Nadolskiego i W. Nahornego (III nagroda dla trębacza P. Nadolskiego). Poza tym w 1967 roku wraz z Triem Włodzimierza Nahornego zdobył II nagrodę zespołową i nagrodę indywidualną dla basisty (nagrody wręczał Duke Ellington) podczas VI Internationaler Wettbewerb für Modern Jazz w Wiedniu. Wziął też udział w Wielkiej Gali z okazji X-lecia Flamingo w Filharmonii Bałtyckiej (13 marca 1968). W momencie gdy Ryszard Kruza wyemigrował na stałe do Budapesztu, a Włodzimierz Nahorny przeniósł się do Warszawy, w latach 70. został liderem i stanął na czele założonego przez siebie zespołu eksportowego działającego pod nazwą Voodoo Quartet, który grał muzykę taneczną i standardy jazzowe, zaś równolegle w tym samym składzie muzycy (jak i on sam) tworzyli cenioną formację jazzową Jerzy Lisewski Quartet. Przez wiele lat kontrabasista wyjeżdżał do Skandynawii, a gdy stan zdrowia uniemożliwił mu kolejne wojaże, założył firmę poligraficzną i grywał na gitarze basowej w zespole Detko Band. 